# 二苯基碲
二苯基碲是一种有机化合物，化学式为C12H10Te。它可由二苯基二碲和铜在甲苯中回流反应制得，也能由碘苯、碲和氢化钠反应得到。它和碘甲烷、氟硼酸银在1,2-二氯乙烷中反应，可以得到四氟硼酸甲基二苯基鍗（(C6H5)2(CH3)TeBF4）。